# Ruminococcus productus
Ruminococcus productus è una specie di batterio appartenente alla famiglia delle Lachnospiraceae.